# Torre de Santa María (gmina)
Torre de Santa María – gmina w Hiszpanii, w prowincji Cáceres, w Estramadurze, o powierzchni 19,07 km². W 2011 roku gmina liczyła 622 mieszkańców.